# Georg Wurzer
Georg „Schorsch“ Wurzer (* 31. Januar 1907 in Fürth; † 8. August 1982) war ein deutscher Fußballtrainer. Er gewann mit dem VfB Stuttgart in den Jahren 1950 und 1952 die deutsche Meisterschaft und 1954 und 1958 den DFB-Pokal.

## Aufstieg zum Erfolgstrainer
Georg Wurzer begann seine Spielerkarriere beim FC Wacker München. Danach wechselte er zum FV 94 Ulm, einem der Vorgängervereine des SSV Ulm 1846, wo er als Spieler und ab 1932 auch als Trainer aktiv war. Er bestritt 20 Auswahlspiele für Württemberg. Zudem stand er 1932 mit der süddeutschen Auswahlmannschaft im Endspiel um den Bundespokal, das mit einer 1:2-Niederlage gegen Norddeutschland verloren wurde. Trainererfahrung hatte er bereits als Gausportlehrer in Sachsen gesammelt.
Im Sommer 1947 verließ Georg Wurzer Ulm und wurde Trainer beim VfB Stuttgart. Er brauche „junges, unverdorbenes, heimatverbundenes Spielermaterial und keine Cracks“, meinte er und durchkämmte er die Region nach Spielern, die zur Mannschaft passten. Er holte Robert Schlienz aus Zuffenhausen, Rolf Blessing aus Wendlingen, Erich Retter aus Plüderhausen, Erwin Waldner aus Neckarhausen, Karl Bögelein aus Bamberg, später Rolf Geiger von den Stuttgarter Kickers und noch manch anderen, den er davon überzeugte, dass er ihm eine Heimat bieten konnte – fußballerisch wie menschlich.
Mit Vertragsspielern, die einem Beruf nachgingen, hat er in dreimaligem wöchentlichen Abendtraining eine Mannschaft geformt, die über Jahre hinaus um die deutsche Meisterschaft mitspielte. Dieses Team begründete in den 1950er Jahren den guten Ruf des VfB Stuttgart und Georg Wurzer wurde durch die vier Titelgewinne zum bisher erfolgreichsten VfB-Trainer. Bemerkenswert war auch seine psychologische und fußball-fachliche Wiederaufbauarbeit an Robert Schlienz nach dessen schwerem Autounfall am 14. August 1948 und nachfolgender Amputation des linken Armes. Schon im Oktober konnte Schlienz sein Comeback feiern und lenkte von nun an das Spiel des VfB aus dem Mittelfeld. In der Tat war Wurzer Seelendoktor und autodidaktischer Wundenpfleger in einem.
Der Sport-Journalist und Romancier Hans Blickensdörfer schreibt in seinem Buch aus dem Stuttgarter Union-Verlag „Ein Ball fliegt um die Welt“, im Abschnitt „Messias und Sündenbock“ aus dem Jahre 1965 folgendes:

„Im allgemeinen besitzt der, auf dessen Visitenkarte eine deutsche Meisterschaft steht, einen Garantieschein für einen neuen, noch lukrativeren Job. Mit zwei Meisterschaften besitzt er schon ein kleines Goldbergwerk, doch gibt es auch hier Ausnahmen, die die Regel bestätigen. Georg Wurzer, der den VfB Stuttgart nicht nur zu zwei deutschen Meisterschaften, sondern außerdem noch zu zwei Pokalsiegen geführt hat, trainiert zu dem Zeitpunkt, in dem dieses Buch hergestellt wird, den schwäbischen Provinzverein SSV Reutlingen, was freilich nicht wenig mit der Tatsache zu tun hat, daß er sich im Zenit seiner Erfolge in Stuttgarts schöner Umgebung ein Haus gebaut hat.“

Dieser in Schwaben sesshaft gewordene Bayer, der im Jahre 1952 den Fußball-Lehrer-Lehrgang erfolgreich absolviert hatte, war ein tatsächlicher Meistertrainer, was sich pekuniär allerdings in den Jahren vor den heutigen Bundesliga-Salären vergleichsweise gering bezahlt machte. Zeit zur Entwicklung seiner bodenständig zusammengestellten Mannschaften wurde dagegen gewährt: er war dreizehn Jahre – von 1947 bis 1960 – Trainer beim VfB Stuttgart.

## Zeit nach Stuttgart
1960 wurde er Trainer beim FC Zürich. Gleichzeitig mit ihm wechselte der VfB-Stürmer Erwin Waldner zum Schweizer Verein. Mit den Zürchern, 1969/60 unter seinem Vorgänger Horst Buhtz noch Vierter, wurde er Dritter, allerdings ebenso mit elf Punkten Rückstand auf den Meister. 1962 beendete er die Saison aber nurmehr als Neunter. Unter seinem Nachfolger Louis Maurer wurde der Verein von der Limmat in der Folgesaison schließlich Meister.
Zur letzten Saison der Oberliga Süd 1962/63 übernahm Wurzer den SSV Reutlingen 05. Ab dem Startjahr der Bundesliga (1963/64) war er Trainer in der ebenfalls neu installierten Regionalliga Süd. In der zweiten Saison (1964/65) führte er den Verein durch den zweiten Tabellenplatz hinter dem FC Bayern München in die Aufstiegsrunde zur Bundesliga. Nur einen Punkt hinter den „Fohlen“ von Hennes Weisweiler, dem Team von Borussia Mönchengladbach, bei denen die Reutlinger mit 0:7 unterlagen, belegte der SSV den zweiten Platz. Bis zur Saison 1965/66 blieb er in der Stadt am Fuß der Achalm, dem „Hausberg“ von Reutlingen.
Dann ging er nach Stuttgart zurück, diesmal zu den Stuttgarter Kickers. Von 1966/67 bis 1970/71 – mit einer kurzen Unterbrechung 1969/70 – blieb er bei den Kickers und beendete dann seine Trainer-Laufbahn im bezahlten Fußball.
Georg Wurzer, der wie sein „Schüler“ Schlienz einen lebensgefährlichen Verkehrsunfall überstand, starb 75-jährig an Herzversagen.

## Erfolge
- Deutsche Meisterschaft 1950 mit einem 2:1-Sieg gegen Kickers Offenbach am 25. Juni in Berlin
- Deutsche Meisterschaft 1952 mit einem 3:2-Sieg gegen den 1. FC Saarbrücken am 22. Juni in Ludwigshafen
- DFB-Pokalsieg 1954 mit einem 1:0 n. V. gegen den 1. FC Köln am 17. April in Ludwigshafen
- DFB-Pokalsieg 1958 mit einem 4:3 n. V. gegen Fortuna Düsseldorf am 16. November in Kassel

## Trainerstationen
- Gautrainer Sachsen, 1936–1939
- TSG Ulm, 1946
- VfB Stuttgart, 1947–1960
- FC Zürich, 1960–1962
- SSV Reutlingen, 1962–1966
- Stuttgarter Kickers, 1966–1971 (1969/70 einige Monate Gerd Menne)
- Während der Fußball-Weltmeisterschaft 1954 beobachtete Wurzer für Sepp Herberger (neben Albert Sing) mögliche Gegner der deutschen Nationalmannschaft